# کلی برویل
کلی برویل (انگلیسی: Kelly Berville؛ زادهٔ ۵ ژانویهٔ ۱۹۷۸) بازیکن فوتبال اهل فرانسه است.
از باشگاه‌هایی که در آن بازی کرده‌است می‌توان به باشگاه فوتبال والنسین، باشگاه فوتبال پاسوژ د فریرا، باشگاه فوتبال المپیک لیون، باشگاه فوتبال پنافیل، باشگاه فوتبال لانس، و باشگاه فوتبال نیس اشاره کرد.